# Rally de los Pirineos de 1958
El Rally de los Pirineos de 1958, oficialmente 3.º Rally Internacional de los Pirineos, fue la tercera edición y la cuarta ronda de la temporada 1958 del Campeonato de España de Rally. Se celebró del 26 al 28 de septiembre y fue puntuable también para el campeonato de Europa y de Cataluña. Organizado por la Peña Motorista Barcelona, el Automobile Club du Rousillon contó con el apoyo del Real Automóvil Club de España, Real Automóvil Club de Guipúzcoa, el RACC y el patrocinio de La Vanguardia Española.
El recorrido de unos 932 km empezaba en la ciudad de San Sebastián y terminaba en la primera etapa en Bosost, en el Valle de Arán. En la segunda arrancaba en Bosost y finalizaba en Barcelona. Contó con tres pruebas adicionales en cuesta, una prueba de regularidad y un slalom final en Montjuich.

## Pruebas adicionales
Pruebas adicionales de regularidad y velocidad.
| # | Prueba                                     | Ganador                  | Tiempo                   |
| - | ------------------------------------------ | ------------------------ | ------------------------ |
| 1 | Prueba de regularidad en el Puerto de Erro | Clasificación por grupos | Clasificación por grupos |
| 2 | Carrera en cuesta del Portillón            | Víctor Sagi              | 3:57.2                   |
| 3 | Subida en cuesta al Jaizquíbel             | Clasificación por grupos | Clasificación por grupos |
| 4 | Subida en cuesta Santa Cruz de Olorde      | Jaime Milans del Bosch   | 2:25.8                   |
| 5 | Slalom en Montjuich                        | Clasificación por grupos | Clasificación por grupos |

## Clasificación final
| Pos. | Piloto                   | Automóvil           | Puntos | Diferencia |
| ---- | ------------------------ | ------------------- | ------ | ---------- |
| 1.   | Leopoldo Pérez Villaamil | Alfa Romeo Giulieta | 8,71   | 0.0        |
| 2.   | Jesús Sáiz               | Alfa Romeo Giulieta | 21,13  | +12,42     |
| 3.   | Estanislao Reverter      | Panhard DB          | 25,38  | +16,67     |
| 4.   | Jaime Milans del Bosch   | Alfa Romeo Giulieta | 36,13  | +27,42     |
| 5.   | Gerardo de Andrés        | Alfa Romeo TI       | 39,72  | +31,01     |
| 6.   | Francisco Anet           | Renault 4-4         | 51,65  | +42,94     |
| 7.   | Manuel Catalá            | Peugeot             | 65,22  | +56,51     |
| 8.   | José Castelló            | Peugeot 403         | 66,93  | +58,22     |
| 9.   | Luciano Eliakin          | Saab 93             | 71,00  | +62,29     |
| 10.  | Salvador Ros             | Alfa Romeo 1900 C   | 75,78  | +67,7      |